# Stephenie Meyer
Stephenie Meyer (născută Morgan, la 24 decembrie 1973 în Hartford, Connecticut) este o autoare americană de romane fantastice. Cea mai cunoscută serie a sa este Twilight (Amurg), care conține 4 cărți: Amurg, New Moon (Lună nouă), Eclipse (Eclipsa) și Breaking Dawn (Zori de zi). O a cincea carte, Midnight Sun, este în pregătire. Seria Amurg se concentrează asupra relației dintre adolescenta Isabella Swan (poreclită Bella) și iubitul ei, vampir, Edward Cullen.

## Biografie
Stephenie Meyer s-a născut la Hartford, Connecticut în 1973. Este fiica lui Steve și a lui Candy Morgan. Provine dintr-o familie foarte numeroasă: mai are două surori (Emily și Heidi) și trei frați (Jacob, Paul și Seth). Când avea patru ani, familia ei s-a mutat în Phoenix, Arizona.
A urmat cursurile universității Brigham Young din Provo, Utah, unde a obținut doctoratul în literatura engleză.
Acolo și-a întâlnit viitorul soț, Christian, cunoscut drept Pancho, din Arizona. Cei doi s-au căsătorit în anul 1994 și au trei copii: Gabe, Seth, și Eli. Majoritatea numelor apar în cele patru cărți scrise de autoare.

## SeriaAmurg
Stephenie Meyer susține că ideea ciclului Amurg i-a venit în somn, pe 2 iunie 2003. Transcrierea visului constituie acum capitolul treisprezece al primei cărți din serie.
Romanului Amurg i-au urmat: Lună nouă, publicat în Statele Unite în august 2006, Eclipsa, publicat în august 2007 și Zori de zi, publicat la 2 august 2008.
Stephenie Meyer spunea cu ocazia lansării că vor fi mai mult de patru volume, cu rezerva că narațiunea s-ar putea schimba. Într-adevăr, primele douăsprezece capitole din Midnight Sun (povestea întâmplărilor din Amurg din perspectiva lui Edward Cullen, personaj al ciclului), pot fi citite în engleză pe site-ul oficial al autoarei.

## Opere
Romane
- Amurg
- Lună nouă
- Eclipsa
- Zori de zi
- Gazda
- Noua și scurta viață a lui Bree Tanner
- Soarele de la miezul nopții

Povestiri
- Hell on Earth (din antologia Prom nights from Hell)

## Romane ecranizate
Celebră deja, Meyer are ecranizate Amurg, Saga Amurg: Lună Nouă, Saga Amurg: Eclipsa, Saga Amurg: Zori de zi (Partea I) și Saga Amurg (Partea a II-a) . După romanul The Host va fi realizat un film omonim care are premiera programată în 2013, regizor este Andrew Niccol.